# Srem Sremska Mitrovica
FK Srem (serb: ФК Срем) – serbski klub piłkarski z miasta Sremska Mitrovica, utworzony w roku 1919. Obecnie występuje w serbskiej Srpska Liga w grupie Srpska Liga Vojvodina.

## Reprezentanci kraju grający w klubie
- Dobrivoje Trivić
- Darko Božović
- Branislav Ivanović
- Dejan Damjanović
- Igor Đurić
- Nestroy Kizito
- Phillip Ssozi
- Đorđe Kamber
- Vincent Kayizi
- Saša Zorić